# 羽鳥又男
羽鳥 又男（はとり またお、1892年（明治25年）4月20日 - 1975年（昭和50年）9月30日）は、日本統治時代の台湾の官吏。群馬県勢多郡富士見村大字石井（現・前橋市富士見町石井）出身。台湾総督府中央研究所職員を経て、日本人最後の台南市長を務めた。台南市長在任中、第二次世界大戦中という時勢の中、赤崁楼の修復作業を進めたことで知られる。

## 略歴

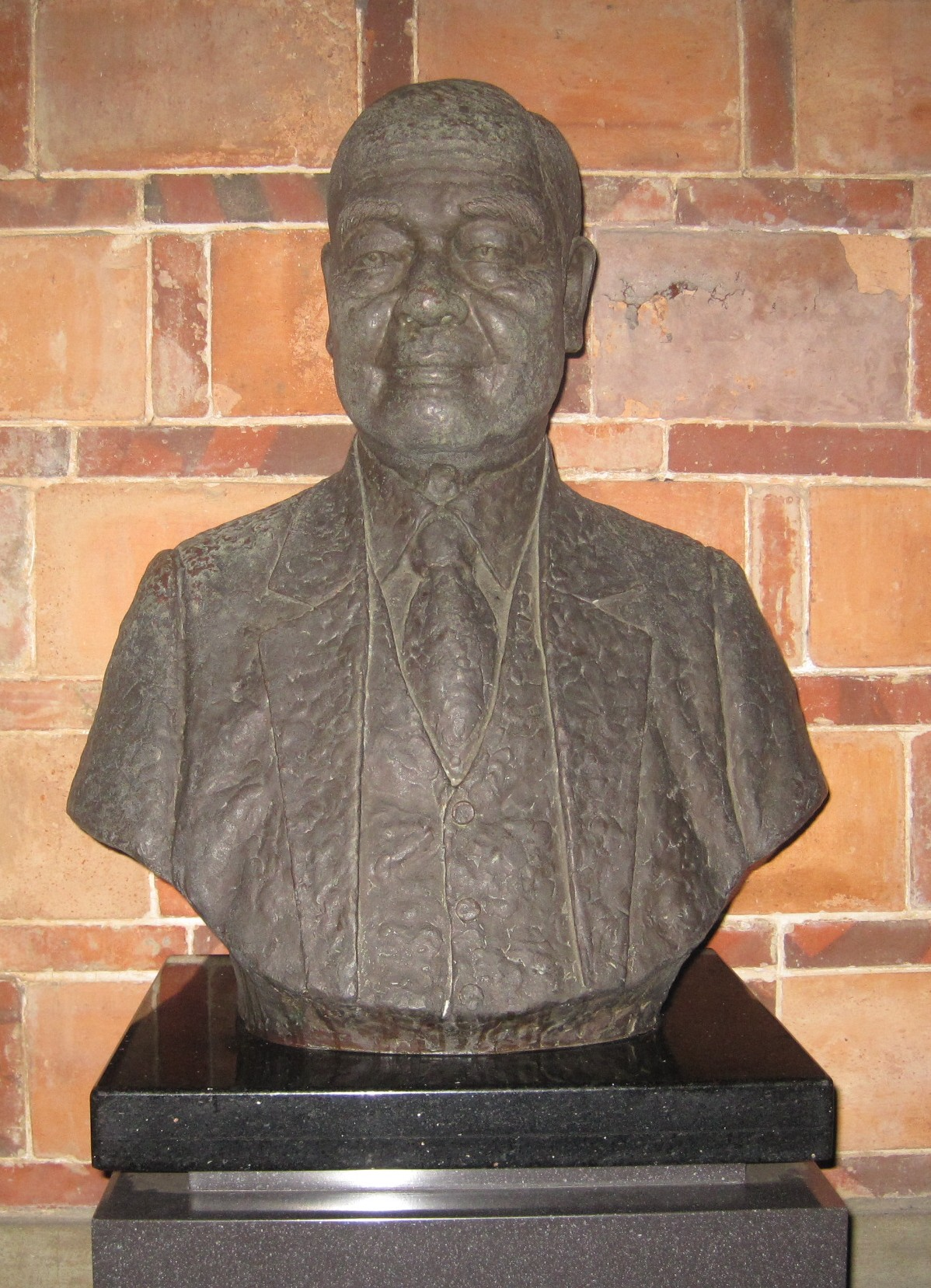
赤崁楼の羽鳥又男銅像

羽鳥又男は1892年（明治25年）4月20日に富士見村の村長・羽鳥多三の四男として生まれた。1906年（明治39年）4月に石井尋常高等小学校（現・前橋市立石井小学校）を卒業、同年12月、東京私立正則予備学校（現・正則高等学校）にて中学校第二学年の修了証を得る。1909年（明治42年）6月16日、資格試験に合格し、群馬県の尋常小学校の準教員資格を取得した。合格後すぐの7月23日、母校の尋常科準訓導を務めた。1912年（明治45年）8月に教育会開設講習会にて法制課を受講する。同年12月10日、石井実業補修学校の準訓導心得を兼任する。翌年12月2日、尋常小学校本科正教員の資格を取得し、12月31日母校の訓導に着任した。1915年（大正4年）12月21日退職。
1916年（大正5年）夏、羽鳥は親戚の医学博士・羽鳥重郎の推薦により台湾に渡航した。小学校時代に共愛女学校校長・青柳新平の講演を聞いたことがきっかけでキリスト教に関心を抱いていたが、1917年（大正6年）1月に洗礼を受けクリスチャンとなった。1918年（大正7年）より台湾総督府の中央研究所職員に着任し、1926年（大正15年）9月には台湾総督府総督官房秘書課に転任した。さらに1934年（昭和9年）9月の総督府理事官、1936年（昭和11年）の総督府人事課長を経て1942年（昭和17年）4月には台南市長に就任した。
台南市長時代は文化財保護に強い関心を持った。具体的な活動としては台南孔子廟の修復および式典の復活（1943年-1944年、皇民化運動の際に設置された神棚の撤去なども行った）や、日本軍に供出される予定だった開元寺の古鐘の保護、戦時中にもかかわらず赤崁楼の修復に尽力するなどした。
赤崁楼の修復作業は1943年（昭和18年）3月1日に始められ、1944年（昭和19年）12月20日に完了した。総工費65,000円。この修復作業は台湾総督府の支持を得られず、日本軍も作業を妨害したが、羽鳥は赤崁楼の修復を完遂した。1945年（昭和20年）3月正五位勲五等瑞宝章に叙せられた。同年5月に市長を解任されたのちも台南に留まった。日本の降伏後も台南州接管委員会のアドバイザーとして台南市政にかかわった。
その後も日本人の台湾からの引き揚げ事業に取り組み、自身の日本への帰国は1946年（昭和21年）末のこととなり、1947年（昭和22年）1月に佐世保港へ上陸した。
日本に引き揚げた後は引揚援護院長官で前日本YMCA同盟総主事斉藤惣一の推薦により、日本国際基督教大学建設委員会の主事に就任した。国際基督教大学設立後は1958年（昭和33年）から庶務部長を勤め、1966年（昭和41年）の退職後も創立15周年記念事業後援会事務局長として大学に関わった。この功績により1971年（昭和46年）、羽鳥は日本YMCAの特別功労賞を受賞した。1975年（昭和50年）5月には東京YMCAの第一号名誉会員として推薦された。

胸像が台南市の奇美博物館と赤崁楼、前橋市富士見町石井の珊瑚寺に設置されて顕彰されている。

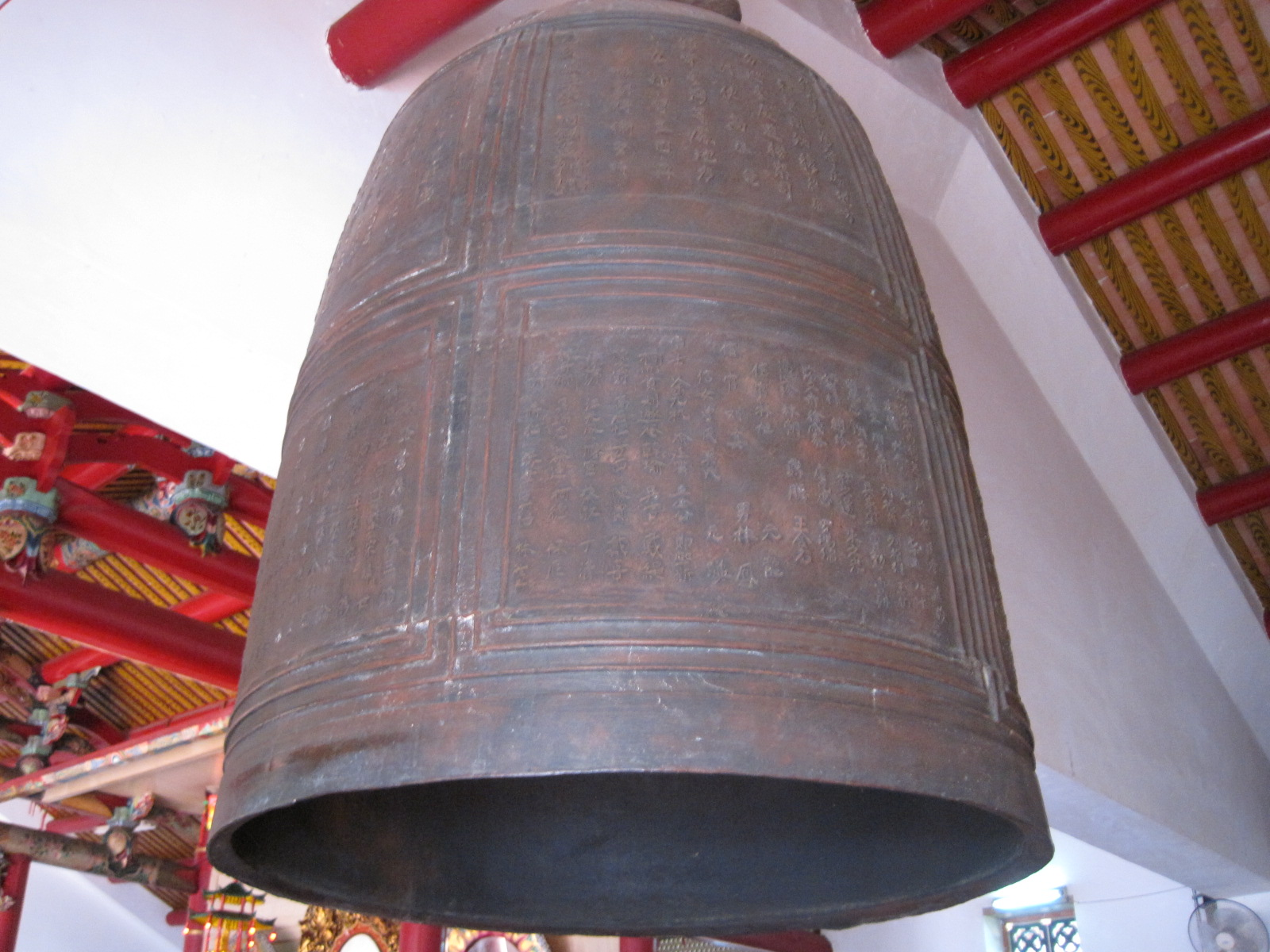
羽鳥又男が保護した開元寺の古鐘（台湾で現存する最古の銅鐘[17]）
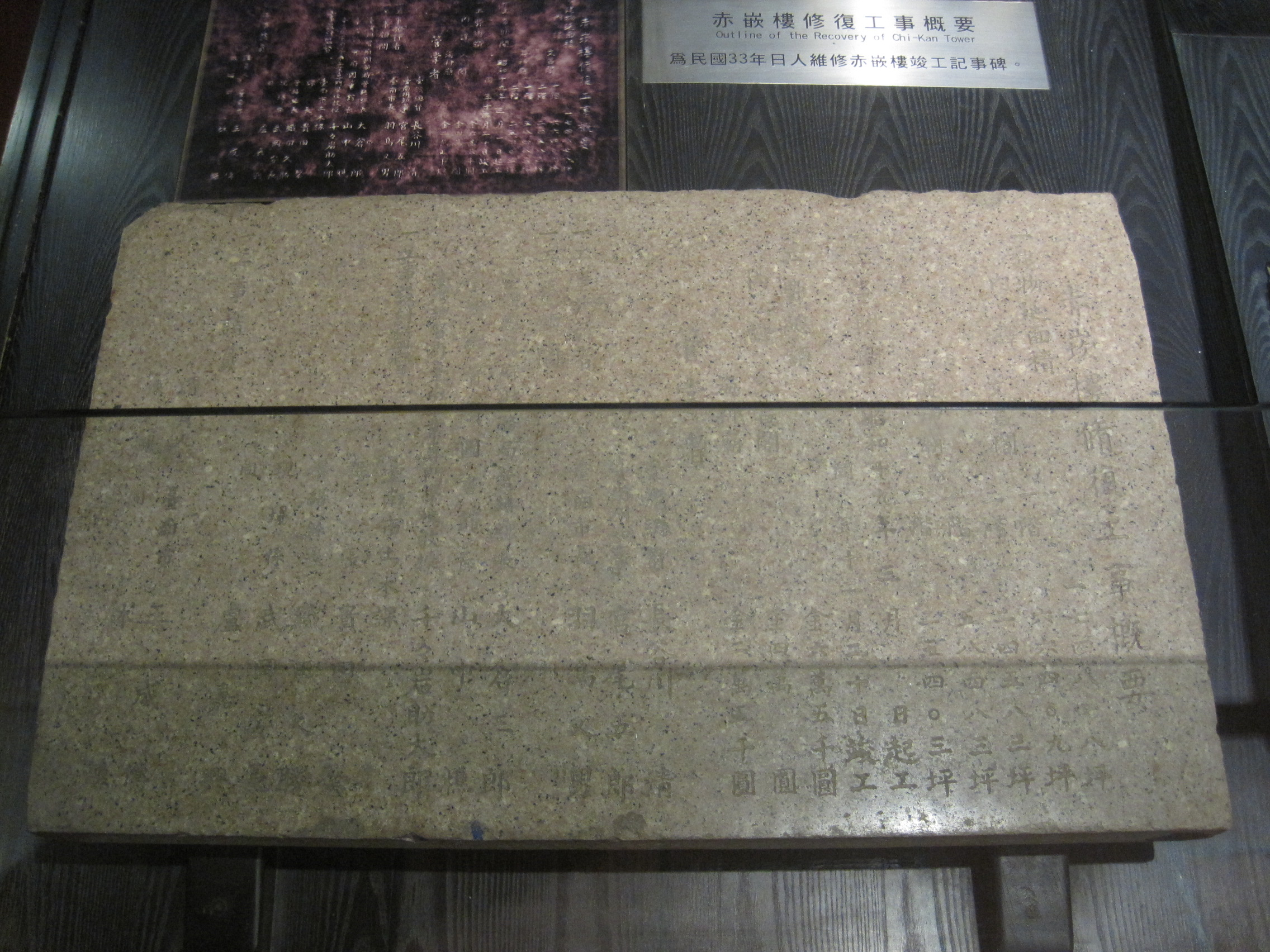
赤崁楼修復工事概要碑（1944年、石碑本文には「脩」の字が使われている）
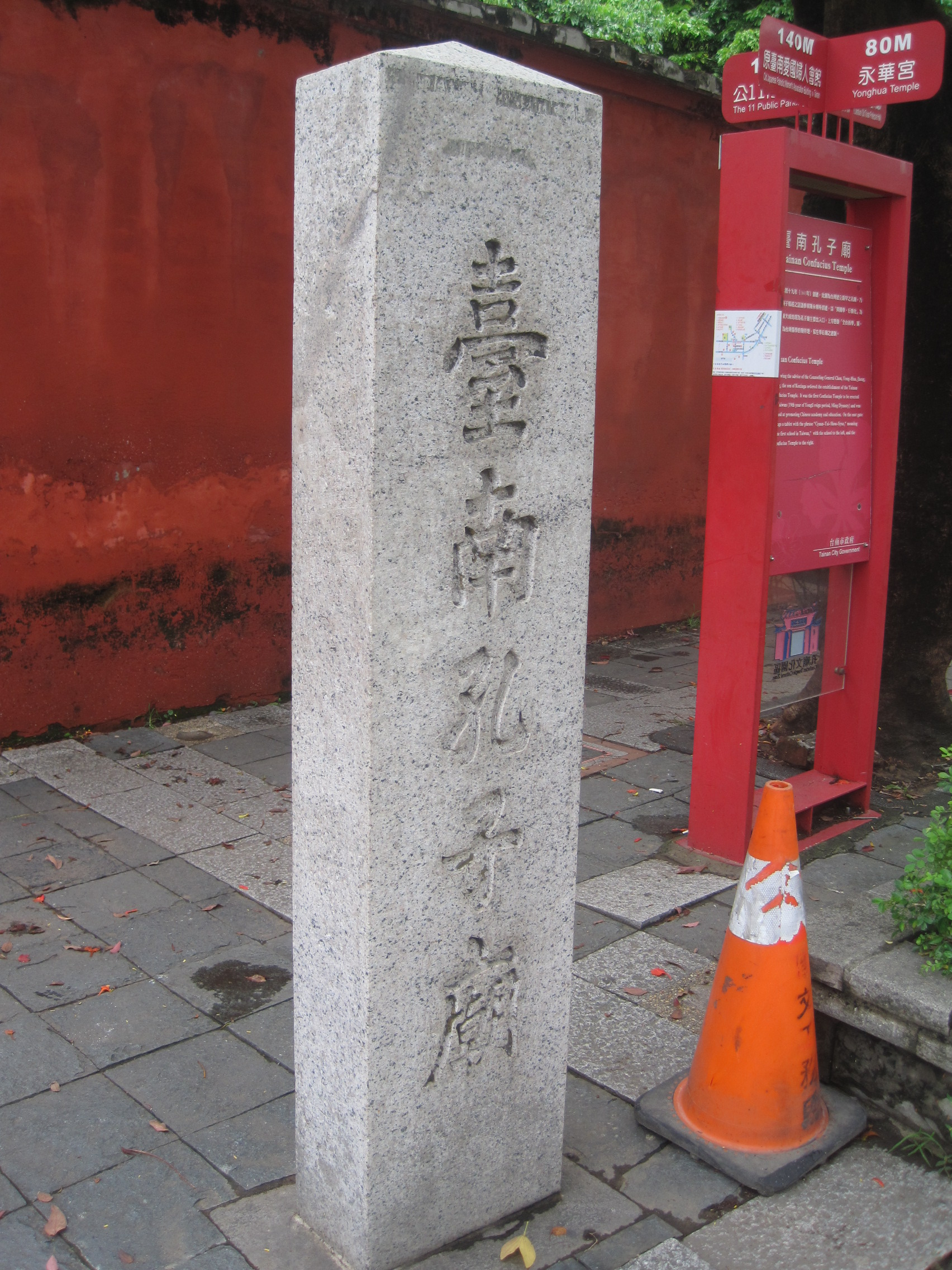
羽鳥又男揮毫による「臺南孔子廟」碑

## 関連文献
- 『日本人、台湾を拓く。: 許文龍氏と胸像の物語』まどか出版、2013年。ISBN 978-4944235636。